# كثيب: الجزء الثاني (الموسيقى التصويرية)
كثيب: الجزء الثاني (الموسيقى التصويرية) (بالإنجليزية: Dune: Part Two (Original Motion Picture Soundtrack))‏ هو ألبوم الموسيقى التصويرية الذي ألفه هانز زيمر لفيلم كثيب: الجزء الثاني للمخرج ديني فيلنوف عام 2024. تم إصداره بواسطة واتر تاور ميوزك في 23 فبراير 2024، قبل أسبوع واحد من عرض الفيلم في دور العرض السينمائي في الولايات المتحدة.

## الإصدار
قبل إصدار الموسيقى التصويرية، أصدرت واتر تاور ميوزك أغنيتين فرديتين في 15 فبراير 2024: «وقت من الهدوء بين العواصف» و«هجوم الحصادة».